# Uranotaenia mengi
Uranotaenia mengi är en tvåvingeart som beskrevs av Chen, Wang och Zhao 1989. Uranotaenia mengi ingår i släktet Uranotaenia och familjen stickmyggor. Inga underarter finns listade i Catalogue of Life.